# Больше (Сладковський район)
Больше́ (рос. Большое) — присілок у складі Сладковського району Тюменської області, Росія.
Населення — 221 особа (2010, 275 у 2002).
Національний склад станом на 2002 рік:
- росіяни — 77 %